# ذا كليفلاند شو
ذا كليفلاند شو (The Cleveland Show) هو برنامج رسوم متحركة ابتدأ عرضه في خريف 2009 , أمريكي من سيث ماك فارلن، متفرع من فاميلي قاي
تتركز الاحداث على الشخصية كليفلاند براون وعائلته حيث ينتقل من رود آيلاند لفرجينيا. عائلته المقدمة حديثاً تتكون من زوجته الجديدة، دونا, ابنتها ذات الخمسة عشراً عاماً, روبرتا، أبوه, فرانسيسكو ريكاردو دياز دي كوكا بف منديز هوافو برونكو رينتشيراز كارلوس خوليو ريفاس، وابنها ذو الخمسة أعوام، ريلو. كليفلاند الابن. أيضاً في العائلة لكنه الآن سمين و/أو ضخم تقريباً مثل كريس قريفن. جيران كليفلاند أيضاً يتضمنون عائلة من الدببة المتكلمة، زوج من المتعصبين (Red Neck), وعائلة بريطانية.

## وصلات خارجية
- ذا كليفلاند شو على موقع IMDb (الإنجليزية)
- ذا كليفلاند شو على موقع ميتاكريتيك (الإنجليزية)
- ذا كليفلاند شو على موقع روتن توميتوز (الإنجليزية)
- ذا كليفلاند شو على موقع فيلمافينيتي (الإسبانية)
- ذا كليفلاند شو على موقع كينوبويسك (الروسية)
- ذا كليفلاند شو على موقع ألو سيني (الفرنسية)
- ذا كليفلاند شو على موقع قاعدة بيانات الفيلم (الإنجليزية)